# Cyriopertha arcuata
Cyriopertha arcuata är en skalbaggsart som beskrevs av Friedrich-August von Gebler 1832. Cyriopertha arcuata ingår i släktet Cyriopertha och familjen Rutelidae. Inga underarter finns listade i Catalogue of Life.